# Ястребово (Рузский городской округ)
Ястребово — деревня в Рузском районе Московской области России, входит в состав сельского поселения Дороховское. Население 10 человек на 2006 год. До 2006 года Ястребово входило в состав Космодемьянского сельского округа.
Деревня расположена на юго-востоке района, примерно в 27 километрах к юго-востоку от Рузы, на левом берегу реки Тарусса, у впадения притока Капанки, высота центра над уровнем моря 176 м.